# مانوئل لاندتا
مانوئل لاندتا (اسپانیایی: Manuel Landeta‎؛ زادهٔ ۵ اکتبر ۱۹۵۸) هنرپیشه، بازیگر سینما اهل مکزیک است. وی از سال ۱۹۸۳ میلادی تاکنون مشغول فعالیت بوده‌است. از فیلم‌هایی که وی در آن نقش داشته‌است، می‌توان به ترسا (مجموعه تلویزیونی) (۲۰۱۰–۲۰۱۱)، سنگدل (مجموعه تلویزیونی) (۲۰۱۳) و دغل‌باز (۲۰۱۴) اشاره کرد.